# Kingdom Hearts (videogioco)
Kingdom Hearts (キングダム ハーツ?, Kingudamu Hātsu) è un videogioco di genere action RPG sviluppato e pubblicato dalla Square (ora Square Enix) nel 2002 per la console PlayStation 2. È il primo videogioco dell'omonima serie, ed è il risultato di una collaborazione tra Square (ora Square Enix) e The Walt Disney Company. Il videogioco combina personaggi e ambientazioni dell'animazione Disney con quelle delle serie Square Enix. La storia segue un ragazzo, Sora, mentre viene gettato in un'epica battaglia contro le forze dell'oscurità. Egli è affiancato da Paperino, Pippo e altri classici personaggi Disney che lo aiutano nella sua missione.

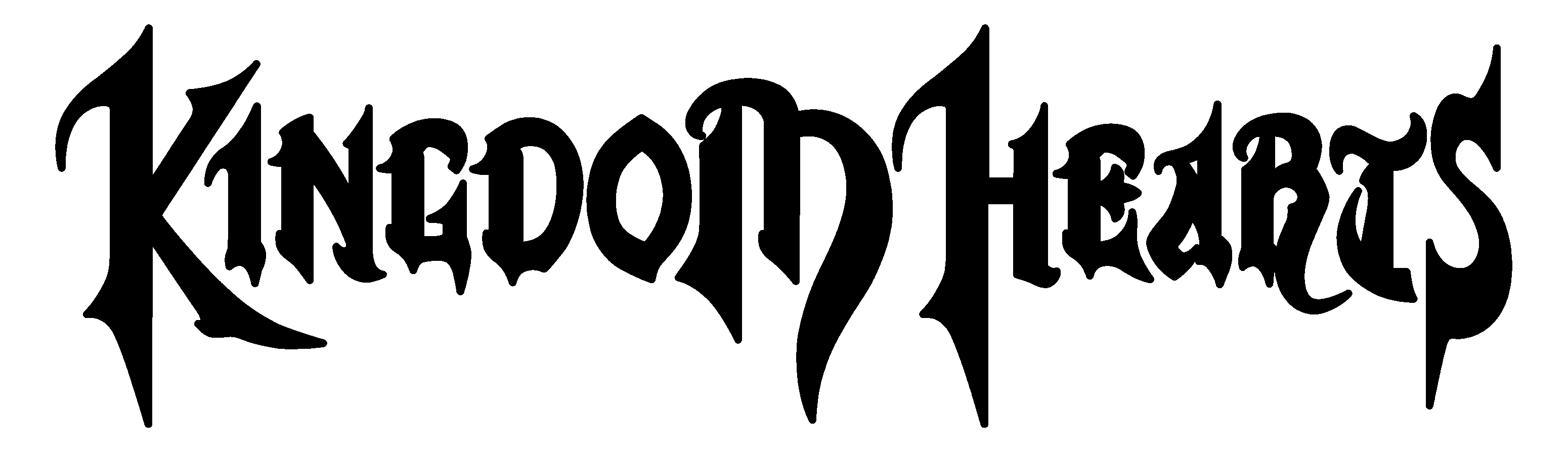
Logo del gioco

Il gioco si distaccò dai soliti RPG della Square, introducendo un sostanziale elemento di avventura dinamica al gameplay. Kingdom Hearts ha un cast vocale all-star, e include gran parte dei doppiatori ufficiali dei personaggi Disney. Fu l'esordio alla regia del character designer della Square Tetsuya Nomura.
Kingdom Hearts fu elogiato per la sua insolita combinazione di azione e RPG, così come il suo mix inaspettatamente armonioso di elementi Square e Disney. Fu una presenza dominante nel periodo natalizio del 2002, ricevendo numerosi premi di fine anno, e arrivò a conseguire lo status di videogioco "Platinum" della Sony. Kingdom Hearts è il decimo videogioco per PlayStation 2 più venduto di tutti i tempi (il secondo capitolo più venduto della serie dopo Kingdom Hearts III) e richiese numerosi sequel.

## Trama
Sulle Isole del destino vivono tre ragazzi di nome Sora, Riku e Kairi. I tre amici vogliono lasciare le Isole per esplorare nuovi mondi e hanno preparato una zattera per questo scopo. Una notte le Isole vengono attaccate da delle creature fatte di tenebra: gli Heartless. Sora cerca i suoi amici ma Riku scompare in un portale oscuro e Kairi svanisce nell'aria mentre cerca di afferrarla al volo. Allo stesso tempo, Sora ottiene il Keyblade, una misteriosa arma che si rivela essere efficace contro gli Heartless. Tuttavia, le isole vengono distrutte e Sora va alla deriva nello spazio. Nel frattempo Topolino, re del Castello Disney, è partito per affrontare il crescente numero di Heartless e ha lasciato istruzioni a Paperino e Pippo di trovare la "chiave" in grado di proteggere il mondo dalle tenebre invadenti. I due partono in missione, accompagnati dal Grillo Parlante.
Paperino e Pippo utilizzano la Gummiship per raggiungere la Città di mezzo, dove è arrivato anche Sora. Sora incontra Leon, che spiega che gli Heartless sono esseri che consumano i cuori di persone e mondi, e che il Keyblade sia l'unica arma in grado di sconfiggerli. Gli dice anche che un uomo di nome Ansem abbia studiato gli Heartless e abbia stilato una serie di documenti, ora sparsi per i mondi. Scappando da un assalto degli Heartless, Sora incontra Paperino e Pippo, coi quali sconfigge un enorme Heartless, dopo di che i tre decidono di viaggiare insieme: Paperino e Pippo con l'obiettivo di trovare re Topolino, Sora di trovare Kairi e Riku. I tre (e il Grillo) vanno in vari mondi (basati su film Disney), scoprendo che il Keyblade chiude anche le Serrature, passaggi al cuore di un mondo che una volta sigillati impediscono che vengano consumati dagli Heartless.
Nel frattempo, guidato da Malefica, un gruppo di cattivi Disney composto da Jafar, Ade, Ursula, Capitan Uncino ed il Bau Bau, cerca di conquistare i mondi guidando gli Heartless e rapire le sette Principesse del cuore per sbloccare la serratura finale che porta a Kingdom Hearts, un deposito di conoscenza e potere inimmaginabili e la fonte di tutti i cuori. A questo gruppo si aggiunge anche Riku con la promessa che in cambio del suo aiuto, Malefica lo aiuterà a trovare Kairi. I membri di questo gruppo però si imbattono ogni volta in Sora e, nonostante riescano a rapire le Principesse, ognuno di loro viene man mano sconfitto dal ragazzo. Intanto, nel corso degli eventi, Malefica semina sfiducia in Riku dicendogli che Sora ha abbandonato lui e Kairi per i suoi nuovi amici e il Keyblade: a causa di ciò, in seguito lo stesso Riku inizia ad aiutare Malefica nell'ostacolare Sora. Inoltre, in un momento non meglio precisato, Riku ha ritrovato il corpo di Kairi privo del suo cuore, cosa che impedisce di svegliarla.
Sora e i suoi amici alla fine arrivano alla Fortezza Oscura, mondo natale di Ansem (oltre che di Kairi) e attuale quartier generale di Malefica. Andando verso la Fortezza, vedono Riku sconfiggere la Bestia. Sora affronta il suo amico per come si sta comportando ma Riku prende il Keyblade di Sora, sostenendo di esserne il vero custode e che Sora lo ha ricevuto solo in sua assenza. Paperino e Pippo, essendogli stato ordinato esplicitamente di seguire la "chiave", a malincuore lasciano Sora per Riku mentre Sora viene lasciato alle porte della Fortezza con la ferita Bestia il quale, determinato anche lui a ritrovare una persona a lui cara, aiuta Sora a tornare dai suoi amici. Sora quindi sfida Riku, tenendo testa alle accuse del ragazzo e quando Riku attacca Sora, questo viene difeso da Pippo e Paperino; Sora, rincuorato dall'amicizia dei due, afferma che il suo cuore trae forza dai suoi amici ed il Keyblade torna da lui. Disonorato, Riku affronta in combattimento Sora ma ne esce sconfitto e si ritira, incontrando poi un uomo incappucciato che lo sprona ad abbandonarsi all'Oscurità.
Nel frattempo gli eroi si impegnano a risalire la labirintica fortezza, affrontando Malefica, sconfiggendola nonostante la fata maligna si trasformi in un drago. Arrivato nella sala dove sono tenute in stasi le Principesse del cuore (Biancaneve, Cenerentola, Aurora, Belle, Jasmine e Alice), Sora ritrova il corpo di Kairi ma si scontra con Riku, il quale rivela di essere posseduto da Ansem (l'uomo incappucciato) e che anche Kairi sia una Principessa, ma che il suo cuore è rimasto nascosto dentro Sora fin dalla distruzione delle Isole del destino: per aprire la Serratura che porta al "cuore dei mondi", Ansem necessita di estrarre col proprio Keyblade il cuore di Kairi da Sora e i due si scontrano. Sconfitto, Riku-Ansem svanisce ma Sora usa il suo Keyblade per trafiggersi e libera da sé il cuore di Kairi, risvegliando anche le Principesse, perdendo però il suo nel processo. La Serratura finale viene aperta ed il vero Ansem appare, ma prima che lo Studioso dell'Oscurità possa fare qualcosa, il cuore di Riku gli resiste permettendo a Kairi, Paperino e Pippo di scappare. Intanto Sora, diventato un Heartless, li insegue e una volta raggiunti viene riconosciuto da Kairi, che grazie alla sua luce pura lo fa tornare normale. Sora però deve tornare indietro perché la Serratura sbloccata coi cuori delle Principesse è instabile e bisogna chiuderla. Fatto ciò, Sora decide di seguire Ansem per fermarlo definitivamente e ristabilire l'ordine dei mondi.
Ansem si trova ai Confini del mondo, un mondo oscuro composto dai resti dei mondi consumati dagli Heartless. Ansem grazie ai cuori dei mondi divorati dagli Heartless, trova la porta per il Regno dell'Oscurità: nello scontro finale con Sora, Ansem evoca il potere di Kingdom Hearts ed apre la porta, venendo tuttavia investito dalla Luce, la vera essenza del Kingdom Hearts, che lo fa svanire. Dalla porta però comincia ad uscire anche una potente Oscurità e Sora, Paperino e Pippo tentano di chiuderla. A sorpresa arrivano ad aiutarli Topolino e Riku, i quali, affinché la porta venga chiusa col potere del Keyblade, devono rimanere dall'altra parte, ripromettendosi di rincontrarsi. I mondi perduti a causa degli Heartless iniziano quindi a ricostruirsi e quando le Isole del destino si riformano, Kairi torna lì. Sora si separa da lei e le chiede di aspettarlo, promettendo che farà ritorno assieme a Riku.

### Epilogo
Dopo aver chiuso la porta per il Regno dell'Oscurità, Sora, Paperino e Pippo si ritrovano in una misteriosa valle verdeggiante e sono in cammino con l'obiettivo di trovare il Re e Riku, ma sono senza un'idea di dove iniziare. S'imbattono però in Pluto, che ha con sé una missiva proprio del Re: Pluto, quando Sora gli chiede se sappia dove trovare Topolino, si mette a correre e i tre decidono quindi di seguirlo.

## Ambientazione
L'universo di Kingdom Hearts è una raccolta di vari livelli, denominati "mondi", attraverso i quali il giocatore deve progredire. Tredici sono accessibili nel gioco e uno, il Castello Disney, è mostrato nei filmati. Altri mondi sono citati da vari personaggi, ma sono inaccessibili perché sono stati distrutti dagli Heartless, esseri delle tenebre. Dieci dei mondi sono basati sulle invenzioni Disney, soprattutto sui Classici Disney, e gli altri quattro sono stati creati dalla Square appositamente per il gioco.
La grafica e i personaggi di ogni mondo sono stati progettati per assomigliare allo stile dei rispettivi film Disney. Ogni mondo Disney è abitato da personaggi dei rispettivi film. Ogni mondo è scollegato dagli altri ed esiste separatamente. La maggior parte dei personaggi nei mondi non sono a conoscenza dell'esistenza degli altri mondi, con poche eccezioni. I giocatori viaggiano da un mondo ad un altro tramite la Gummiship.
I mondi creati appositamente per il gioco rispecchiano l'aspetto complessivo degli altri mondi e sono abitati da personaggi nuovi o tratti da vari giochi di Final Fantasy. I nuovi mondi sono: le Isole del destino, dove si apre la storia; la Città di mezzo, che serve come punto di partenza per la maggior parte del gioco; la Fortezza Oscura, che molti dei personaggi di Final Fantasy chiamano casa; e i Confini del mondo, un grande mondo oscuro creato dai vari resti dei mondi consumati dagli Heartless. I protagonisti viaggiano da un mondo all'altro sigillando ogni "Serratura"; questo protegge il mondo dagli Heartless, e quindi dalla distruzione. Essi cercano anche di ridurre al minimo la loro interazione con personaggi degli altri mondi per mantenere un equilibrio di separazione: per aiutarli in ciò interviene anche Paperino che, con la sua magia, talvolta modifica l'aspetto del gruppo in modo che possano confondersi con gli abitanti dei mondi nonché adattarsi alle particolarità degli stessi (come l'ambiente subacqueo di Atlantica).

## Modalità di gioco
Kingdom Hearts è influenzato dal suo franchise genitore, Final Fantasy, del quale porta elementi di gameplay nel proprio sistema hack and slash basato sull'azione. Il gruppo di battaglia principale si compone di tre personaggi: Sora, Pippo e Paperino. Sora è controllato direttamente dal giocatore da una prospettiva in terza persona. Tutti gli altri membri del gruppo sono controllati dal computer, anche se il giocatore può personalizzare il loro comportamento in una certa misura attraverso il menu di pausa. Paperino e Pippo sono inclusi nel gruppo in molte aree, ma quasi ogni livello offre un personaggio che può sostituire uno dei due solo in tale area. In alcuni mondi, il gruppo cambia il suo aspetto, o ha capacità uniche di quel mondo, o entrambi: il gruppo può volare nell'Isola che non c'è, acquisire forme acquatiche ad Atlantica, che consentono loro di sopravvivere sott'acqua, e indossare costumi di Halloween nella Città di Halloween per confondersi con la gente del posto.
Come i GDR tradizionali, Kingdom Hearts dispone di un sistema di punti esperienza che determina lo sviluppo del personaggio. Quando dei nemici vengono sconfitti, i personaggi giocanti ottengono punti esperienza e, raggiunto un numero sufficiente, aumentano di livello diventando più forti e accedendo a nuove abilità. A differenza di altri giochi di questo tipo, Kingdom Hearts consente un grado di personalizzazione sullo sviluppo del personaggio attraverso il breve tutorial del gioco, permettendo al giocatore di scegliere in quale dei tre principali attributi - forza, difesa o magia - Sora eccella e scarseggi, ed anche alterare la successione di abilità che imparerà avanzando di livello. A Paperino, Pippo e tutti gli altri membri del gruppo aggiuntivi vengono assegnate specifiche statistiche e aree di forza fin dall'inizio in base al loro ruolo: per esempio Paperino è un mago, quindi eccelle nella magia ed ha molti MP ma statistiche fisiche ed HP bassi, mentre Pippo di contro è un cavaliere con alta difesa, molti HP ed un buon valore di attacco, può pararsi col suo scudo e può portare molti oggetti, ma non possiede molti MP e non può usare incantesimi. Nel menù di pausa è possibile inoltre personalizzare l'intelligenza artificiale dei compagni, decidendo se dar loro un ruolo bilanciato, offensivo, difensivo o di supporto grazie a varie impostazioni.
Il gioco procede in modo lineare da un evento della storia all'altro, di solito presentati attraverso filmati, anche se ci sono numerose missioni collaterali disponibili che forniscono benefici ai personaggi. I giocatori possono anche scegliere l'ordine in cui affrontare alcune zone. La maggior parte del gameplay si verifica su mappe interconnesse dove le battaglie si svolgono. Il combattimento in Kingdom Hearts avviene in tempo reale e comporta la pressione di tasti per avviare gli attacchi del personaggio sullo schermo. Un menu delle azioni, simile a quelli trovati in Final Fantasy, si trova in basso a sinistra dello schermo e fornisce altre opzioni di combattimento come l'utilizzo di magie e oggetti, anche se i giocatori possono assegnarli ad una scorciatoia attivabile mediante il tasto L1. Mentre i giocatori progrediscono attraverso il gioco, possono ricevere alcuni personaggi Disney come invocazioni, ognuno con le proprie uniche abilità. C'è anche un'opzione contestuale nella parte inferiore del menu, di solito utilizzata per interagire con l'ambiente o eseguire attacchi speciali. Questo menu è manipolato utilizzando la levetta analogica destra o il pad direzionale, mentre il movimento è controllato dalla levetta analogica sinistra, permettendo al giocatore di navigare il menù e controllare il personaggio allo stesso tempo.
Sora ed i suoi alleati possiedono due indicatori: una barra verde che è l'indicatore HP (o "barra salute"), e indica i punti ferita ovvero il vigore rimasto ai personaggi prima che un colpo li metta fuori combattimento, ed una blu che è l'indicatore MP (o "barra magia"), e indica i punti magia/mana che i personaggi hanno accumulato e che sono disponibili all'uso in lotta per compiere incantesimi ed altre abilità. Entrambe le barre aumentano con l'avanzare del gioco e mediante la crescita di livello, ma anche grazie all'equipaggiamento assegnato. HP ed MP possono essere recuperati grazie alle ricompense fornite dai nemici sconfitti (i "premi": delle sfere verdi per gli HP e delle bolle azzurre per gli MP), ma anche mediante oggetti consumabili; l'indicatore MP è suddiviso in varie parti ognuna a rappresentare un singolo punto magia: ogni volta che si manda a segno un colpo fisico o si raccolgono premi MP, una seconda barra arancione indica un livello di "carica" che, raggiunto un certo valore, si resetta e dà un punto magia. Il numero massimo di MP che possono essere accumulati nella barra equivale alla caratteristica di magia di un personaggio. Se Sora esaurisce gli HP, la partita finisce ed il giocatore può scegliere se ricominciare l'area dall'inizio o continuare da un salvataggio precedente; se invece è uno degli alleati ad esaurire gli HP, rimarrà fuori combattimento per un po' o finché non viene guarito. Entrambi gli indicatori vengono riempiti al massimo ogni qual volta che Sora entra nei cerchi di energia che fungono da punto di salvataggio.
Oltre ai premi HP/MP, i nemici sconfitti rilasceranno anche delle sfere gialle e azzurre: i munny, la valuta del gioco che serve per l'acquisto di nuovi oggetti, accessori ed armi. Sparsi per i mondi vi sono degli emblemi coi quali solo Sora, Paperino e Pippo possono interagire, emblemi attivabili via via che si avanza nel gioco e che sbloccano premi rari.

### Gummiship
La Gummiship è il mezzo per viaggiare tra i vari mondi di Kingdom Hearts. Il gameplay per pilotare la nave è molto differente dal resto del gioco poiché passa ad un formato da shoot 'em up. Il giocatore controlla la Gummiship da una prospettiva in terza persona posteriore mentre viaggia in un'ambientazione da spazio esterno. Durante il viaggio il giocatore deve evitare gli ostacoli e difendersi contro le navi nemiche che tentano di distruggere la Gummiship sparando missili o speronandola. Sopravvivere al percorso permette di accedere al mondo successivo. All'inizio del gioco ci sono poche opzioni disponibili per personalizzare la nave, ma mentre il gioco progredisce, nuove armi, motori, e armature diventano disponibili. Diversi modelli pre-progettati possono essere trovati in tutto il gioco, e possono essere usati per costruire rapidamente delle Gummiship. Anche Geppetto dà al giocatore diversi progetti di Gummiship in base al numero di Heartless sconfitti.

## Personaggi
La collaborazione tra Disney e Square risultò in una miscela di noti personaggi di entrambe le aziende, così come molti nuovi personaggi creati e disegnati da Tetsuya Nomura. Il protagonista del gioco è Sora, un ragazzo di quattordici anni scelto per brandire il Keyblade, una grande arma a forma di chiave per combattere l'Oscurità. Il gioco include anche due amici dal suo mondo d'origine, Riku e Kairi. Per la maggior parte del gioco, Sora è affiancato da Paperino e Pippo. Paperino, il mago di corte, e Pippo, capitano della guardia reale, sono stati inviati dal Castello Disney per trovare il Keyblade. I tre uniscono le forze per cercare re Topolino, Kairi e Riku. L'antagonista principale è Ansem, che cerca il potere e la conoscenza utilizzando esseri oscuri chiamati Heartless. Gli Heartless, cuori corrotti dall'Oscurità, sono la maggior parte dei nemici incontrati nel gioco e sono disponibili in una varietà di forme e dimensioni.
Essendo un gioco pensato per esplorare gli universi immaginari di diversi film Disney, oltre un centinaio di personaggi Disney sono presenti a vario titolo. Mentre molti fungono da importanti personaggi della storia, altri appaiono in ruoli cameo. La maggior parte dei mondi dispongono anche di un cattivo Disney che il giocatore deve sconfiggere. Il giocatore può invocare vari personaggi Disney a combattere a fianco di Sora in battaglia, causando a Paperino e Pippo di ritirarsi dal campo di battaglia per tutta la durata dell'invocazione.
La Square incorporò anche diversi personaggi della serie Final Fantasy nel gioco, anche se furono leggermente modificati per adattarli all'antefatto del gioco. Alle Isole del destino il giocatore incontra versioni più giovani di Tidus e Wakka da Final Fantasy X e Selphie Tilmitt da Final Fantasy VIII. Nella Città di mezzo il giocatore incontra Squall Leonhart (noto nel gioco come "Leon") da Final Fantasy VIII e Aerith Gainsborough, Cid e Yuffie Kisaragi da Final Fantasy VII. Originariamente sarebbe dovuta apparire anche Rikku da Final Fantasy X, ma venne sostituita da Yuffie. Cloud Strife e Sephiroth, entrambi da Final Fantasy VII, fanno delle apparizioni al Monte Olimpo, dove il giocatore può combatterli nei tornei. L'enfasi sui personaggi dagli ultimi episodi di Final Fantasy nasce dall'esitazione di Nomura nell'utilizzare personaggi che non aveva disegnato. Il gioco utilizza anche altre icone di Final Fantasy come i Moguri, che gestiscono l'elaborazione degli elementi.

## Sviluppo
L'idea iniziale di Kingdom Hearts cominciò con una discussione tra Shinji Hashimoto e Hironobu Sakaguchi su Super Mario 64. Stavano progettando di fare un gioco con libertà di movimento in tre dimensioni come Super Mario 64, ma lamentavano che solo personaggi famosi come quelli Disney avrebbero potuto rivaleggiare con un gioco di Mario. Tetsuya Nomura, ascoltando la loro conversazione, si offrì volontario per guidare il progetto e i due produttori decisero di lasciarlo dirigere. Un incontro casuale tra Hashimoto e un dirigente della Disney in un ascensore - Square e Disney avevano lavorato nello stesso edificio in Giappone - permise a Hashimoto di proporre l'idea direttamente alla Disney. Nomura rifiutò diverse proposte della Disney al fine di perseguire il proprio concetto con protagonista un personaggio originale che non si basasse su una proprietà Disney. Il team di produzione consistette in oltre un centinaio di membri sia della Square che della Disney Interactive. Il gioco iniziò lo sviluppo nel febbraio 2000, e originariamente si concentrava più sul gameplay, con una storia semplice per attrarre il target della Disney. Dopo che il produttore esecutivo Sakaguchi disse a Nomura che il gioco sarebbe stato un fallimento se non avesse mirato allo stesso livello della serie Final Fantasy, Nomura iniziò a sviluppare ulteriormente la storia. Quando si scelsero i mondi Disney da includere nel gioco, Nomura e il suo team cercarono di raccogliere mondi che avessero aspetti decisamente diversi. Cercarono anche di tener conto di mondi con personaggi Disney che sarebbero stati interessanti. Grazie al sostegno del presidente Disney Bob Iger, il team ebbe poche restrizioni su quali mondi dei franchise Disney avrebbe potuto utilizzare. Tuttavia, cercarono di rimanere entro i confini di ogni personaggio stabiliti dai rispettivi film Disney. Nel giugno 2013, Nomura ha dichiarato che il nome del gioco gli venne pensando ai Walt Disney Parks and Resorts, in particolare al Disney's Animal Kingdom. Tuttavia, Nomura non poteva ottenere la proprietà intellettuale con un semplice "Kingdom", così il team di sviluppo cominciò a pensare al "cuore" come una parte fondamentale della storia, così decisero di unire le due per formare "Kingdom Hearts".
Nelle versioni nordamericana ed europea vennero inseriti dei contenuti aggiuntivi che erano assenti nella versione giapponese iniziale: nuovi boss opzionali, uno dei quali venne chiamato come il vincitore del concorso "Name-In-Game" del sito ufficiale, un livello di difficoltà in più e un teaser di Kingdom Hearts II visibile rispondendo a determinati criteri. Nomura incluse il teaser al fine di valutare la reazione dei fan alla possibilità di un sequel; sentiva che se l'idea fosse stata impopolare, allora sarebbe stato meglio lasciare inspiegabili certi eventi nel gioco. I nuovi contenuti in seguito vennero aggiunti alla riedizione giapponese intitolata Kingdom Hearts Final Mix. Final Mix includeva anche altri contenuti aggiuntivi come nuovi oggetti, scene tagliate e nemici. Il nuovo contenuto inoltre accennava a trame che sarebbero state spiegate nel sequel. Alcuni contenuti omessi in Kingdom Hearts furono poi aggiunti in Kingdom Hearts II. Un mondo basato su Il re leone, ad esempio, era impossibile perché sarebbe stato necessario un programma supplementare per elaborare il movimento su quattro zampe - una necessità dal momento che Sora sarebbe diventato un leone in quel mondo. A causa di vincoli di tempo, gli sviluppatori lasciarono fuori una battaglia opzionale contro Tifa Lockhart. Lei venne poi inclusa in Kingdom Hearts II come personaggio più sviluppato.

### Promozione
Kingdom Hearts fu annunciato alla Electronic Entertainment Expo nel maggio 2001. I dettagli iniziali erano che sarebbe stata una collaborazione tra Square e Disney Interactive e avrebbe incluso mondi sviluppati da entrambe le società e personaggi Disney e Square. Nuovi personaggi erano stati disegnati da Nomura e includevano Sora, Riku, Kairi e gli Heartless. Una demo giocabile era disponibile al Tokyo Game Show nel 2001. Il gameplay della demo mostrò molti elementi dell'action-RPG che sarebbero stati inclusi nel prodotto finale. Per aiutare a commercializzare la versione inglese del gioco, la Square lanciò il sito ufficiale nell'aprile 2002, che includeva trailer, un concorso a premi "Name-In-Game" e altri contenuti Internet. Il 14 maggio del 2002 un comunicato stampa annunciò l'elenco dei doppiatori inglesi. La lista comprendeva Haley Joel Osment, David Gallagher e Hayden Panettiere nei ruoli dei tre nuovi personaggi introdotti nel gioco. Inoltre annunciò che molti dei personaggi Disney sarebbero stati interpretati dai doppiatori ufficiali dei rispettivi film. Altri sforzi di marketing inclusero le aste del gioco e di relativi oggetti prima della distribuzione in Nord America e un Consumer Demo Day a San Francisco.

## Audio

### Colonna sonora
Yōko Shimomura compose la colonna sonora di Kingdom Hearts. Mentre ci sono delle melodie arrangiate derivanti da precedenti film Disney, la maggior parte della colonna sonora è costituita da temi originali scritti appositamente per il gioco dalla Shimomura. L'orchestrazione di apertura e il tema dei titoli di coda furono arrangiati e orchestrati da Kaoru Wada ed eseguiti dalla New Japan Philharmonic. La canzone principale per la versione originale giapponese si intitola "Hikari" (光?). La versione in inglese di "Hikari", "Simple and Clean", venne utilizzata nelle versioni occidentali e nella riedizione Final Mix. Entrambe le versioni furono composte ed eseguite da Hikaru Utada. Il suo coinvolgimento, insieme al titolo della canzone giapponese, venne annunciato nel gennaio 2002. Utada era l'unica cantante che Nomura aveva in mente per la canzone principale di Kingdom Hearts. Questo segnò la prima volta che Utada aveva prodotto una canzone per un videogioco. Il singolo "Hikari" venne distribuito in Giappone il 20 marzo 2002 e si dimostrò molto popolare; ad agosto 2002 aveva venduto oltre 860 000 copie in Giappone. La colonna sonora di Kingdom Hearts fu distribuita su un cofanetto di due CD il 27 marzo 2002 in Giappone e un anno dopo negli Stati Uniti. La colonna sonora venne poi inclusa nel Kingdom Hearts Original Soundtrack Complete, che fu distribuito in Giappone il 28 marzo 2007. Musica da Kingdom Hearts fu inclusa anche nella compilation di Shimomura Drammatica.

### Doppiaggio
Kingdom Hearts fu caratterizzato da famosi doppiatori sia nella versione giapponese che in quella in inglese. La versione giapponese vide Miyu Irino come Sora, Risa Uchida come Kairi e Mamoru Miyano come Riku. Altri doppiatori di rilievo inclusero Kōichi Yamadera, Hideo Ishikawa e Maaya Sakamoto. Uno sforzo particolare venne fatto per preservare i doppiatori ufficiali dei personaggi Disney utilizzati in Kingdom Hearts. In certi casi, alcuni doppiatori delle relative serie televisive o sequel direct-to-video vennero scelti al posto dei doppiatori originali dei film. La versione inglese vide Haley Joel Osment come Sora, David Gallagher come Riku e Hayden Panettiere come Kairi. Altri doppiatori di rilievo furono Billy Zane, David Boreanaz, James Woods e Mandy Moore.
Il gioco è stato anche doppiato in francese ed in tedesco.

## Accoglienza

### Dati di vendita
Kingdom Hearts fu un successo commerciale. Durante i primi due mesi della sua uscita in Nord America fu uno dei primi tre videogiochi più venduti, e fu tra i titoli più venduti durante il periodo natalizio del 2002. Nel novembre 2002 la UBS lo indicò come il 6º gioco per console più venduto durante la settimana del 5 novembre. Alla fine dell'aprile 2003, Square annunciò che Kingdom Hearts aveva venduto la sua milionesima copia negli Stati Uniti, che lo rese beneficiario dello status di "Platinum", e oltre tre milioni in tutto il mondo. Le vendite raggiunsero 1,2 milioni in Giappone nel primo trimestre del 2004, e superò i quattro milioni nel mondo. Nel dicembre 2005 l'NPD Group lo indicò come "uno dei primi dieci titoli per PlayStation 2 più venduti di tutti i tempi in Nord America". A dicembre 2006 Kingdom Hearts aveva spedito oltre 5,6 milioni di copie in tutto il mondo, con 1,1 milioni nelle zone PAL, 1,5 milioni in Giappone e tre milioni in Nord America.

### Critica
Il gioco ricevette alte valutazioni dalla critica. Nei premi Best of 2002 di IGN venne nominato per il "PS2's Best Game of 2002 Editor's Choice Award" e fu il secondo classificato per il "PS2's Best Game of 2002 Reader's Choice Award". Nel 2007 il sito web elencò Kingdom Hearts come il 22º miglior gioco per PlayStation 2 di tutti i tempi. I critici lodarono la grafica, la colonna sonora, il doppiaggio e l'ibrido di azione-avventura e gioco di ruolo. IGN lo nominò come "Best Art Style/Direction", lo classificò secondo per "Best CG Graphics" e gli diede una menzione d'onore per "Best Animation" nella lista "Best Looking Games on PS2" del 2003. GameSpy elencò Kingdom Hearts due volte nella sua "Top 25 Video Game Cinematic Moments". GamePro affermò che la grafica era "magnifica", dandole un punteggio elevato. Anche l'audio venne elogiato, in particolare la qualità del doppiaggio e della colonna sonora. GamePro commentò positivamente l'audio generale e diede a tale aspetto un punteggio perfetto.
Le opinioni sul gameplay furono discordanti. Molte recensioni lamentarono che la telecamera era a volte frustrante e le sezioni sulla Gummiship erano fuori luogo. GameSpot definì il gameplay "tedioso" e le sezioni Gummiship come "pallide imitazioni della serie Star Fox", ma dichiarò che i combattimenti erano divertenti, in particolare quelli contro i boss. Dengeki Online commentò i controlli della telecamera, dicendo che essa si imbatterebbe spesso in oggetti mentre viene ruotata dal giocatore. GamePro paragonò il sistema di combattimento con quello dei "vecchi giochi di Zelda per Nintendo 64" e commentò positivamente l'intelligenza artificiale di Paperino e Pippo.
GameSpot commentò che il concetto di miscelare gli elementi seri di Final Fantasy con quelli più leggeri della Disney sembrava impossibile, ma era venuto fuori abbastanza bene. Grazie a questo, premiarono Kingdom Hearts come "Best Crossover Since Capcom vs. SNK" nei premi Best and Worst of the Year del 2002. GameSpy osservò che l'allontanamento periodico dalla trama principale a favore di storie laterali Disney era deludente, e quando la trama originale costruisce un climax, "la storia non riesce a gelificare a causa di un confuso miscuglio di termini e simboli vaghi che, probabilmente, avevano più senso nella testa del regista che in questo prodotto finale". A parte la trama, dichiararono che il pacchetto complessivo valeva la pena di essere giocato fino alla fine. G4TV lo premiò come "Best Story" ai premi G-Phoria del 2003. Anche l'accoglienza dei fan fu positiva; Kingdom Hearts venne votato come il 19° miglior gioco di tutti i tempi dai lettori della rivista giapponese Famitsū, 16º dagli utenti del sito GameFAQs e 92º da quelli di IGN. Kingdom Hearts si classificò nono nella più recente lista "Top 25 PS2 Games of All Time" di IGN. Fu anche un candidato per il premio di miglior gioco ai CESA Game Awards per il 2001-2002. La rivista Play Generation lo classificò come il quinto titolo superdeformed più deformato tra quelli disponibili su PlayStation 2.

## Versioni e merchandise
Furono distribuite più versioni di Kingdom Hearts. La prima fu la versione originale giapponese, seguita dalla versione occidentale (Nord America e zone PAL), che include contenuti aggiuntivi. Il gioco venne successivamente ripubblicato in Giappone come Kingdom Hearts Final Mix, presentando i contenuti della versione occidentale insieme ad altri nuovi.
Square e Disney pubblicarono anche numerosi tipi di merchandise prima e dopo l'uscita del gioco. Esso variava da giocattoli e figurine a capi d'abbigliamento e libri. Come per i giochi di Final Fantasy, la Square pubblicò un libro Ultimania su Kingdom Hearts in Giappone a seguito della distribuzione del gioco e un'edizione riveduta dopo l'uscita di Final Mix. In Nord America una guida strategica venne pubblicata da Brady Games. Era caratterizzata da una guida completa e un diario di attività adesivo. Una serie manga basata sul gioco venne pubblicata in Giappone e negli Stati Uniti. Una serie di romanzi anch'essa basata sul gioco venne pubblicata in Giappone. Venne scritta da Tomoco Kanemaki e illustrata da Shiro Amano. La serie di romanzo si compone di due volumi e fu pubblicata in Nord America il 25 marzo 2008.

### Final Mix
Originariamente uscito solo in Giappone, Kingdom Hearts Final Mix ha diversi eventi e una serie di modifiche di gameplay che non ci sono nelle versioni precedenti. Il dialogo parlato è in inglese, con sottotitoli in giapponese. Nuove scene che chiariscono alcuni punti della trama, come il viaggio di Riku e la prefigurazione di Kingdom Hearts II, furono incluse. Un'opzione di gameplay permette al giocatore di saltare i filmati già visti. I boss opzionali inclusi per la prima volta nelle versioni occidentali furono introdotti ai giocatori giapponesi per la prima volta, insieme a un nuovo combattimento contro l'uomo misterioso nel tentativo di aumentare l'interesse per il sequel.
In un altro tentativo di prefigurazione, un video intitolato "Another side, Another story [deep dive]" può essere visto alla fine se il giocatore compie determinate attività. Nuovi brani musicali incorporati furono "Disappeared" e "Another Side". Anche i brani "Night on Bald Mountain" e "One-Winged Angel" della versione occidentale vennero inclusi. Altri cambiamenti includono nuove abilità, nuove armi, nuovi oggetti, nemici aggiuntivi e ricolorati e modifiche di gameplay per rendere il gioco più facile al giocatore, insieme a due nuovi livelli di difficoltà. Quando uscì per la prima volta, Final Mix includeva un mazzo di carte di Kingdom Hearts o un CD musicale speciale. Una versione limitata "Platinum Edition" di Kingdom Hearts Final Mix venne poi pubblicata con un'action figure di Sora, un set di adesivi e schizzi di alcuni dei personaggi principali.
È stato distribuito per la prima volta in Nord America, Europa e Australia come parte di Kingdom Hearts HD 1.5 ReMIX.

### Manga

Copertina del primo numero dell'edizione italiana

Il gioco fu adattato in un manga da Shiro Amano. La storia segue le vicende che hanno avuto luogo nel gioco con alcune piccole differenze per tener conto della perdita dell'interattività che un videogioco offre. Anche alcuni eventi che hanno avuto luogo nella versione Final Mix furono inclusi. Il manga venne originariamente serializzato in Giappone da Famitsū PS2, ma da allora è stato pubblicato in tutto il mondo in quattro volumi. I volumi vennero pubblicati in inglese negli Stati Uniti dalla Tokyopop. Il primo volume venne pubblicato il 25 ottobre 2003 e il quarto volume il 31 gennaio 2005. L'intera serie fu successivamente pubblicata in un cofanetto il 10 ottobre 2006. In Italia la serie venne pubblicata su Disney Manga da febbraio a maggio 2008.
La serie manga ha avuto un moderato successo. Il primo volume si classificò 95º nella "Top 150 best sellers" di USA Today durante la settimana della sua uscita. IGN elogiò i disegni di Amano e affermò che dopo la lettura si aveva voglia di ricominciare il gioco. Criticarono la mancanza di nuovi contenuti e dichiararono che il passaggio da gioco a stampa aveva fatto perdere gran parte del fascino della storia. La serie venne seguita da altre basate sui sequel del gioco: Kingdom Hearts: Chain of Memories e Kingdom Hearts II.

### HD 1.5 Remix
Nel mese di agosto 2011 Nomura ha espresso il desiderio di pubblicare una riedizione in alta definizione del gioco, anche se doveva ancora confermare tali piani. Nel settembre 2012 Square Enix ha annunciato Kingdom Hearts HD 1.5 Remix, una raccolta per la PlayStation 3 che include sia Kingdom Hearts Final Mix che Kingdom Hearts Re:Chain of Memories in HD e con supporto dei trofei. I modelli dei personaggi di Kingdom Hearts 3D: Dream Drop Distance vengono utilizzati come base per i personaggi del gioco ed il gameplay di Kingdom Hearts è stato aggiornato per assomigliare di più a quello di Kingdom Hearts II. Inoltre, la collezione comprende filmati in HD e contenuti testuali di Kingdom Hearts 358/2 Days. È stato pubblicato in Giappone il 14 marzo 2013, in Nord America il 10 settembre 2013, in Australia il 12 settembre 2013 e in Europa il 13 settembre 2013.
Nel giugno 2013, in un'intervista, Nomura ha rivelato che molto del materiale di gioco di Kingdom Hearts era andato perduto, e che dovettero lavorare con i pochi contenuti recuperati rendendo tutto molto più complicato per finire la raccolta, raccattando materiale dal gioco effettivo.

## Seguiti
Kingdom Hearts ha dato origine a diversi sequel, diventando il primo gioco della serie Kingdom Hearts. Fu seguito da un sequel diretto, Kingdom Hearts: Chain of Memories per Game Boy Advance, che fu pubblicato in Giappone l'11 novembre 2004. Kingdom Hearts II fu il terzo gioco della serie, ambientato un anno dopo Chain of Memories e pubblicato in Giappone il 22 dicembre 2005 per la PlayStation 2. Come il primo gioco, esso fu ripubblicato in Giappone come Kingdom Hearts II Final Mix accanto al remake per PS2 di Chain of Memories in una raccolta chiamata Kingdom Hearts II Final Mix+.
Un gioco di Kingdom Hearts venne sviluppato esclusivamente per V Cast, il servizio a banda larga di Verizon Wireless, e fu pubblicato il 1º ottobre 2004 in Giappone e il 4 febbraio 2005 negli Stati Uniti ma non essendo stato sviluppato dalla Square, non viene considerato canonico della serie.
Nel novembre 2008, Kingdom Hearts Coded fu distribuito per i telefoni cellulari in Giappone; il gioco si svolge dopo gli eventi di Kingdom Hearts II. Un midquel intitolato Kingdom Hearts 358/2 Days venne sviluppato per il Nintendo DS e pubblicato in Giappone il 30 maggio 2009 e in Nord America il 29 settembre. Un prequel è stato distribuito in Giappone il 9 gennaio 2010, intitolato Kingdom Hearts Birth by Sleep, per la PlayStation Portable, e si svolge dieci anni prima degli eventi di Kingdom Hearts.
Il seguente titolo della serie è stato Kingdom Hearts 3D: Dream Drop Distance per Nintendo 3DS, uscito nel 2012. All'E3 2013 è stato annunciato Kingdom Hearts III che è poi stato pubblicato il 29 gennaio 2019 per PlayStation 4 e Xbox One.